# Островянское сельское поселение
Островянское сельское поселение — муниципальное образование в Орловском районе Ростовской области.
Административный центр поселения — хутор Островянский.

## Состав сельского поселения
| № | Населённый пункт | Тип населённого пункта        | Население |
| - | ---------------- | ----------------------------- | --------- |
| 1 | Андрианов        | хутор                         | ↘7        |
| 2 | Большевик        | хутор                         | 324       |
| 3 | Верхнезундов     | хутор                         | 125       |
| 4 | Веселый          | хутор                         | 362       |
| 5 | Нижнезундов      | хутор                         | 21        |
| 6 | Островянский     | хутор, административный центр | 995       |

## Население
| 2010  | 2012  | 2013  | 2014  | 2015  | 2016  | 2017  |
| ----- | ----- | ----- | ----- | ----- | ----- | ----- |
| 1834  | ↘1808 | ↘1780 | ↘1759 | ↘1715 | ↘1680 | ↘1636 |
| 2018  | 2019  | 2020  | 2021  |       |       |       |
| ↘1607 | →1607 | ↘1566 | ↘1535 |       |       |       |